# Пожежний щит

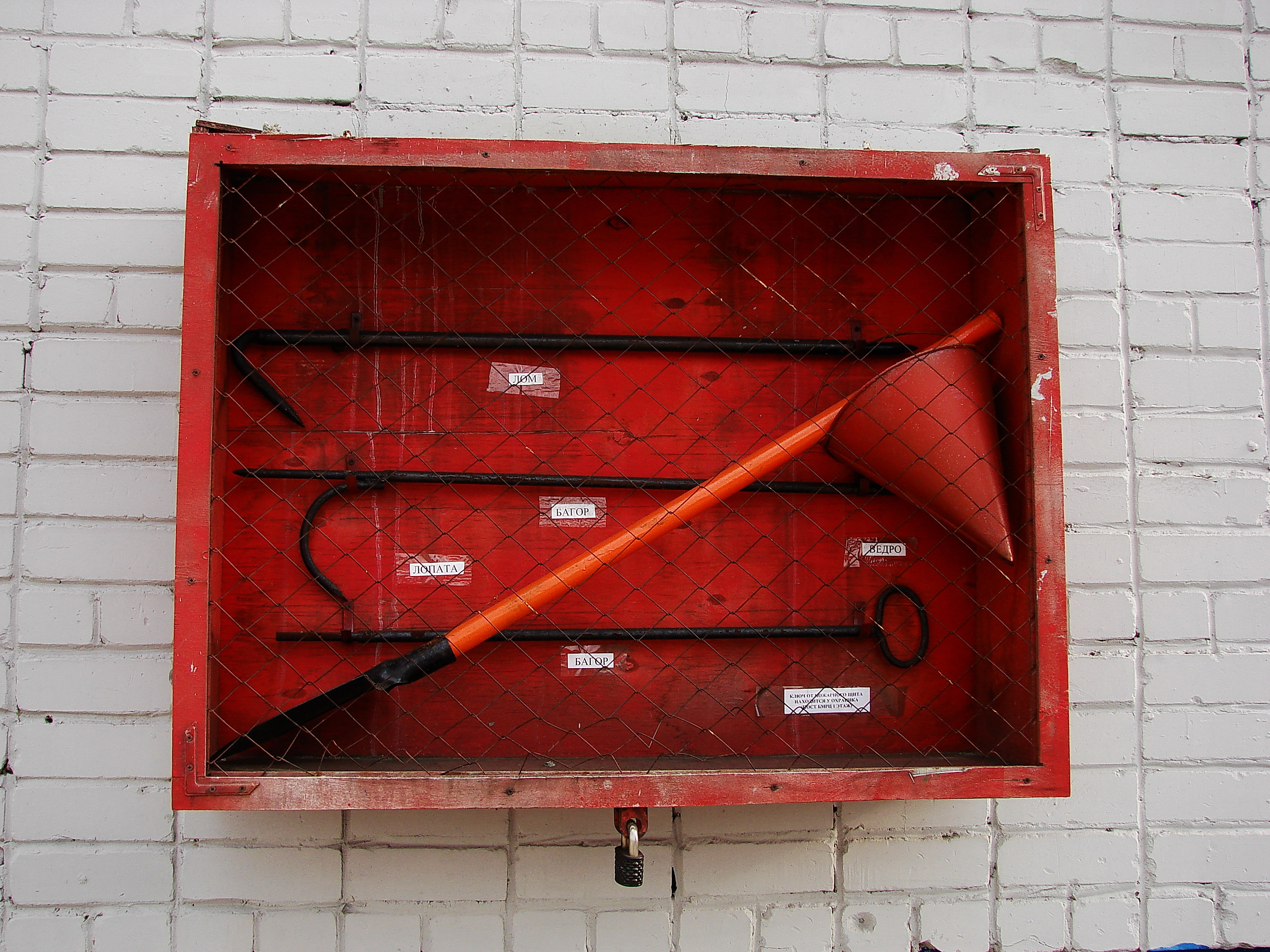
Пожежний щит закритого типу

Щит поже́жний — щит на стіні для розміщення первинних засобів пожежогасіння. Поруч нього знаходяться бочка з водою та /або ящик з піском, вогнегасник.

## Вимоги до пожежного щита
Пожежні щити встановлюються у виробничих та складських приміщеннях, не обладнаних внутрішнім протипожежним водогоном або автоматичними установками пожежогасіння. Крім того, щити встановлюються на території підприємств, які не мають зовнішнього протипожежного водогону, а також при віддаленні будівель та зовнішніх технологічних установок цих підприємств на відстань більшу за 100 м від зовнішніх пожежних водних джерел.
Пожежний щит може бути відкритим, а може також закриватися суцільним, сітчастим або ґратчастим огородженням. У всякому разі ставиться вимога безперешкодного доступу до інструменту у випадку пожежі. Забороняється замикати пожежні щити на висячі замки, забивати цвяхами, закручувати дротом. Щити закритого типу повинні бути запломбовані та запечатані. Дозволяється замикати щити на маленький поштовий замок, але один з ключів повинен знаходитися у спеціальному гнізді щита під склом. Пожежний щит фарбують у білий колір з червоною окантовкою — на білому тлі помітніші червоні пожежні інструменти.

## Обладнання пожежного щита
Обов'язкове обладнання пожежного щита включає такі пожежні інструменти: багор, лом, лопата штикова та/або совкова, сокира, конусні відра.
- Багор пожежний призначається для розтаскання предметів під час пожежі та після неї. Може бути як цільнометалевим так і з дерев'яним ратищем. Існують розбірні багри — їх вимагається згвинтити перед використовуванням.
- Лом пожежний застосовується для розкривання покрівель, дверей, відкривання кришок люків та інших робіт. На пожежних щитах можуть використовуватися різні типи пожежних ломів: лом пожежний важкий, лом пожежний з кульовою голівкою, лом пожежний легкий, лом пожежний універсальний. Вага пожежного лома від 2 до 7 кілограмів.
- Лопата призначається для локалізації горіння на початковій стадії пожежі, закидання піском з ящика осередку займання, розбирання покривель, перегородок, стін під час гасіння пожежі. Держак фарбують у червоний колір.
- Сокира пожежна призначається для руйнування перешкод на шляху до осередку пожежі, рятування людей зі замкнених приміщень. Може також використовуватися для відкривання кришок колодязів та пожежних гідрантів. Сокирище фарбується у червоний колір.
- Відра конусні (пожежні конуси) виробляються із тонколистового металу або пластику, фарбуються у червоний колір. Місткість 7 — 8 літрів, маса металевого відра близько 1 кілограма. Зазвичай на пожежному щиті поміщаються два відра.

Крім того до складу обладнання пожежного щита також можуть входити: кошма (протипожежне полотно), ножиці діелектричні, рукавички діелектричні, боти діелектричні, килимок діелектричний, гак для відкривання люків, містки рукавні та ін.

## Пожежний стенд

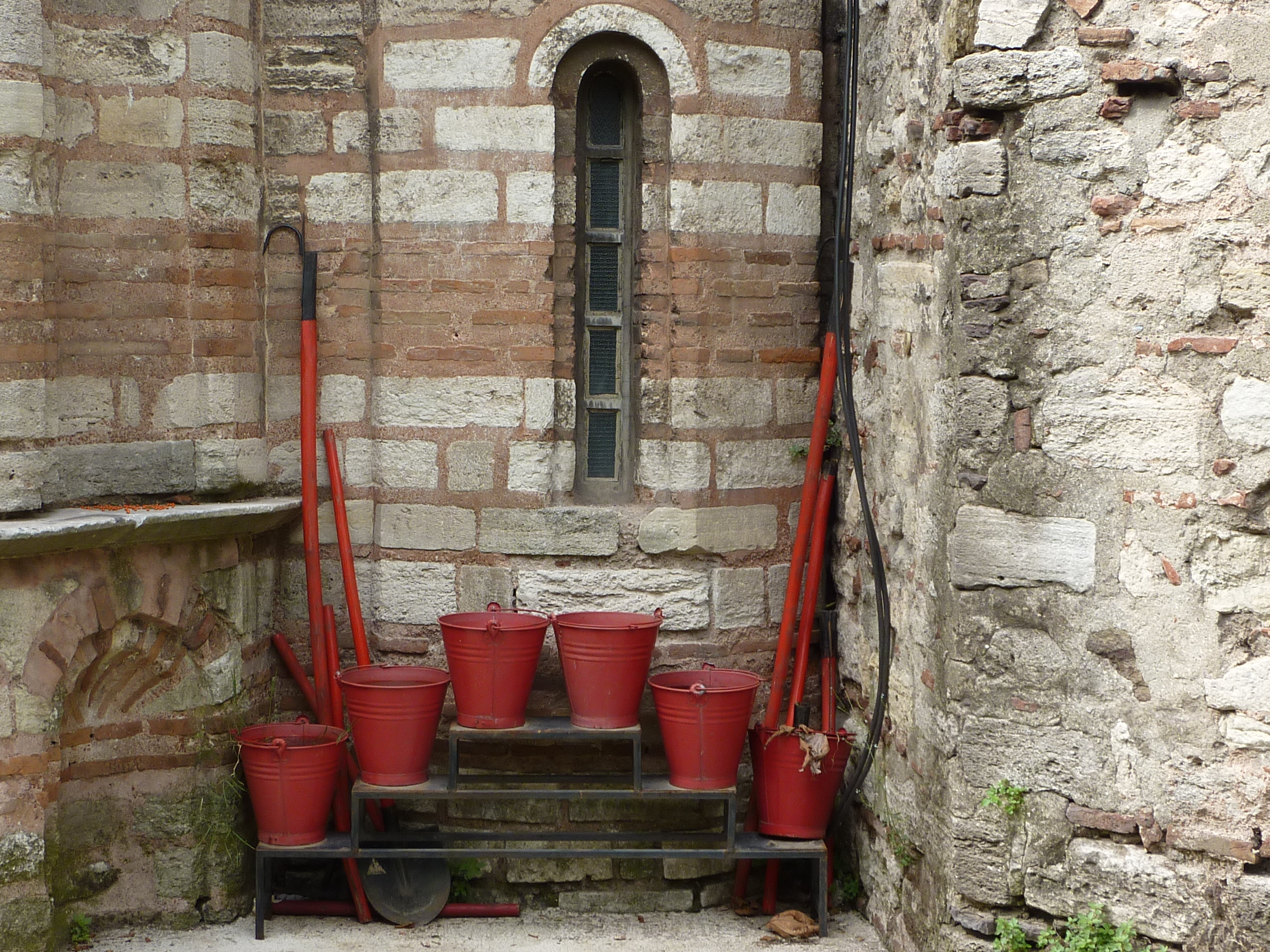
Альтернативне розташування протипожежного обладнання на стійці (Церква Богородиці Паммакаристи, Стамбул, Туреччина)

Поряд з пожежними щитами для зберігання протипожежного реманенту та обладнання існують пожежні стенди. Відрізняються від пожежних щитів наявністю 1-2 ящиків для піску, виконаних одним цілим з підставкою. До стандартного комплекту пожежних стендів входять лом, багор, лопата, два конусних відра, ящик з піском, два вогнегасники.